# Kasachischer Fußballpokal 2009
Der Kasachische Fußballpokal 2009 war die 18. Austragung des Pokalwettbewerbs im Fußball in Kasachstan. Pokalsieger wurde der FK Atyrau, der sich im Finale gegen Schachtjor Qaraghandy durchsetzte.
Durch den Sieg im Finale qualifizierte sich Atyrau für die zweite Runde der UEFA Europa League 2010/11.

## Modus
In der ersten Runde und im Finale wurde der Sieger in einem Spiel ermittelt. Stand es nach der regulären Spielzeit von 90 Minuten unentschieden, kam es zur Verlängerung von zweimal 15 Minuten und falls danach immer noch kein Sieger feststand zum Elfmeterschießen.
In den anderen Runden wurde der Sieger in Hin- und Rückspiel ermittelt. Bei Torgleichheit entschied zunächst die Anzahl der auswärts erzielten Tore, danach eine Verlängerung und schließlich das Elfmeterschießen.

## 1. Runde
| Datum      |                       | Ergebnis              |                        |
| ---------- | --------------------- | --------------------- | ---------------------- |
| 24.04.2009 | Schachtjor Qaraghandy | 3:1                   | FK Ekibastusez         |
| 25.04.2009 | FK Aqtöbe-Schas       | 0:3                   | Qaisar Qysylorda       |
| 25.04.2009 | Aqschajyq Oral        | 2:3                   | FK Atyrau              |
| 25.04.2009 | FK Türkistan          | 0:4                   | FK Taras               |
| 25.04.2009 | Gefest Qaraghandy     | 0:2                   | Lokomotive Astana      |
| 25.04.2009 | Bolat-AMT Temirtau    | 0:5                   | FK Kasachmys Satpajew  |
| 25.04.2009 | Kaspij Aqtau          | 1:5                   | FK Aqtöbe              |
| 25.04.2009 | Sunkar Kaskelen       | 0:1                   | Tobyl Qostanai         |
| 25.04.2009 | FK Ile-Saulet         | 0:2                   | Wostok Öskemen         |
| 25.04.2009 | Spartak Semei         | 1:4                   | Ertis Pawlodar         |
| 25.04.2009 | Ajscharyk Schymkent   | 1:2                   | Schetissu Taldyqorghan |
| 25.04.2009 | FK Qairat Almaty      | 0:1                   | Qysylschar Petropawl   |
| 25.04.2009 | OSSHIOSD Taras        | 1:2                   | Ordabassy Schymkent    |
| 25.04.2009 | FK Namys Astana       | 0:0 n. V. (4:5 i. E.) | Oqschetpes Kökschetau  |

## Achtelfinale
Die 12 Sieger aus der ersten Runde mussten gegeneinander antreten, wobei Schetissu Taldyqorghan und FK Atyrau per Freilos weiterkamen.
| Datum             |                       | Gesamt    |                       | Hinspiel | Rückspiel |
| ----------------- | --------------------- | --------- | --------------------- | -------- | --------- |
| 20.05./23.06.2009 | Wostok Öskemen        | 4:2       | Qysylschar Petropawl  | 0:1      | 4:1       |
| 20.05./23.06.2009 | Ertis Pawlodar        | 3:1       | Ordabassy Schymkent   | 3:0      | 0:1       |
| 20.05./23.06.2009 | Schachtjor Qaraghandy | 9:2       | Oqschetpes Kökschetau | 4:1      | 5:1       |
| 20.05./23.06.2009 | FK Aqtöbe             | (a)2:2(a) | Lokomotive Astana     | 1:0      | 1:2       |
| 20.05./23.06.2009 | FK Kasachmys Satpajew | 1:5       | Qaisar Qysylorda      | 1:3      | 0:2       |
| 20.05./23.06.2009 | FK Taras              | (a)3:3(a) | Tobyl Qostanai        | 1:1      | 2:2       |

## Viertelfinale
| Datum             |                  | Gesamt |                        | Hinspiel | Rückspiel |
| ----------------- | ---------------- | ------ | ---------------------- | -------- | --------- |
| 27.08./18.10.2009 | FK Taras         | 0:2    | Schetissu Taldyqorghan | 0:1      | 0:1       |
| 27.08./18.10.2009 | Ertis Pawlodar   | 1:4    | Schachtjor Qaraghandy  | 1:1      | 0:3       |
| 17.09./18.10.2009 | FK Aqtöbe        | 6:1    | Wostok Öskemen         | 2:1      | 4:0       |
| 03.10./18.10.2009 | Qaisar Qysylorda | 0:5    | FK Atyrau              | 0:1      | 0:4       |

## Halbfinale
| Datum             |                        | Gesamt |                       | Hinspiel | Rückspiel |
| ----------------- | ---------------------- | ------ | --------------------- | -------- | --------- |
| 07.11./11.11.2009 | Schetissu Taldyqorghan | 1:4    | FK Atyrau             | 0:2      | 1:2       |
| 07.11./11.11.2009 | FK Aqtöbe              | 1:2    | Schachtjor Qaraghandy | 1:0      | 0:2 n. V. |

## Finale
| Paarung               | FK Atyrau – Schachtjor Qaraghandy |
| Ergebnis              | 1:0 (1:0) |
| Datum                 | 15. November 2009 |
| Stadion               | Astana Arena, Astana |
| Zuschauer             | 20.000 |
| Schiedsrichter        | Aidyn Rachimbajew |
| Tore                  | 1:0 Denis Subko (34.) |
| FK Atyrau             | Andrei Schabanow – Piraly Әliew, Ilja Worotnikow, Witali Schumejko, Alexander Kirow (78. Mamadi Sangare) – Jewgeni Kostrub, Telman Sununow, Giorgi Peikrischwili, Sergei Larin – Bauyrschan Scholschijew (87. Asmat Abdramanow), Denis Subko (72. Alexei Schakin) Cheftrainer: Wachid Masudow |
| Schachtjor Qaraghandy | Alexander Grigorenko – Saša Đorđević, Alexander Kislizyn, Ilnur Mangutkin (17. Jewgeni Tarassow), Sergei Kostjuk – Ruslan Kenetajew (68. Sergei Schaff), Aslan Darabajew, Anatoli Bogdanow – Andrei Finontschenko, Ivan Perić (56. Michail Gluschko) Cheftrainer: Wladimir Tscheburin         |
| Gelbe Karten          | Piraly Әliew (48.) – keine |